# Le Cavalier et le Lac de Constance

Le Cavalier et le Lac de Constance est une ballade de Gustav Schwab (1792-1850), écrite vers 1823. Ce poème est célèbre dans les pays de langue allemande. Il est l'illustration de la peur rétrospective, et sert de métaphore pour la notion de traumatisme psychique. Dans la langue courante, "faire une chevauchée sur le lac de Constance" est dans les pays de langue allemande l'allusion à un acte audacieux accompli inconsciemment. Cependant, par ignorance ou mauvaise interprétation, cette expression peut, parfois, être mal utilisée. Ainsi si on l'emploie, avant de prendre,  consciemment, un gros risque en envisageant, dès le départ, la peur d’échouer.
Le cavalier se hâte. Il souhaite atteindre le lac de Constance et en faire la traversée, en barque. L'hiver est glacial. Le cavalier ne distingue pas la rive recouverte de neige. Ainsi traverse-t-il le lac recouvert de glace, sans s'en rendre compte. Il pense que c'est une plaine déserte, où pas même un arbre ne pousse. Une fois l'autre rive atteinte, le cavalier prend conscience du danger encouru. Alors les villageois accourent, l'entourent, et s'émerveillent de cet exploit. Mais une frayeur rétrospective l'envahit. Le cavalier perd connaissance, tombe de son cheval et s'écroule à terre, sans vie.

## Influence

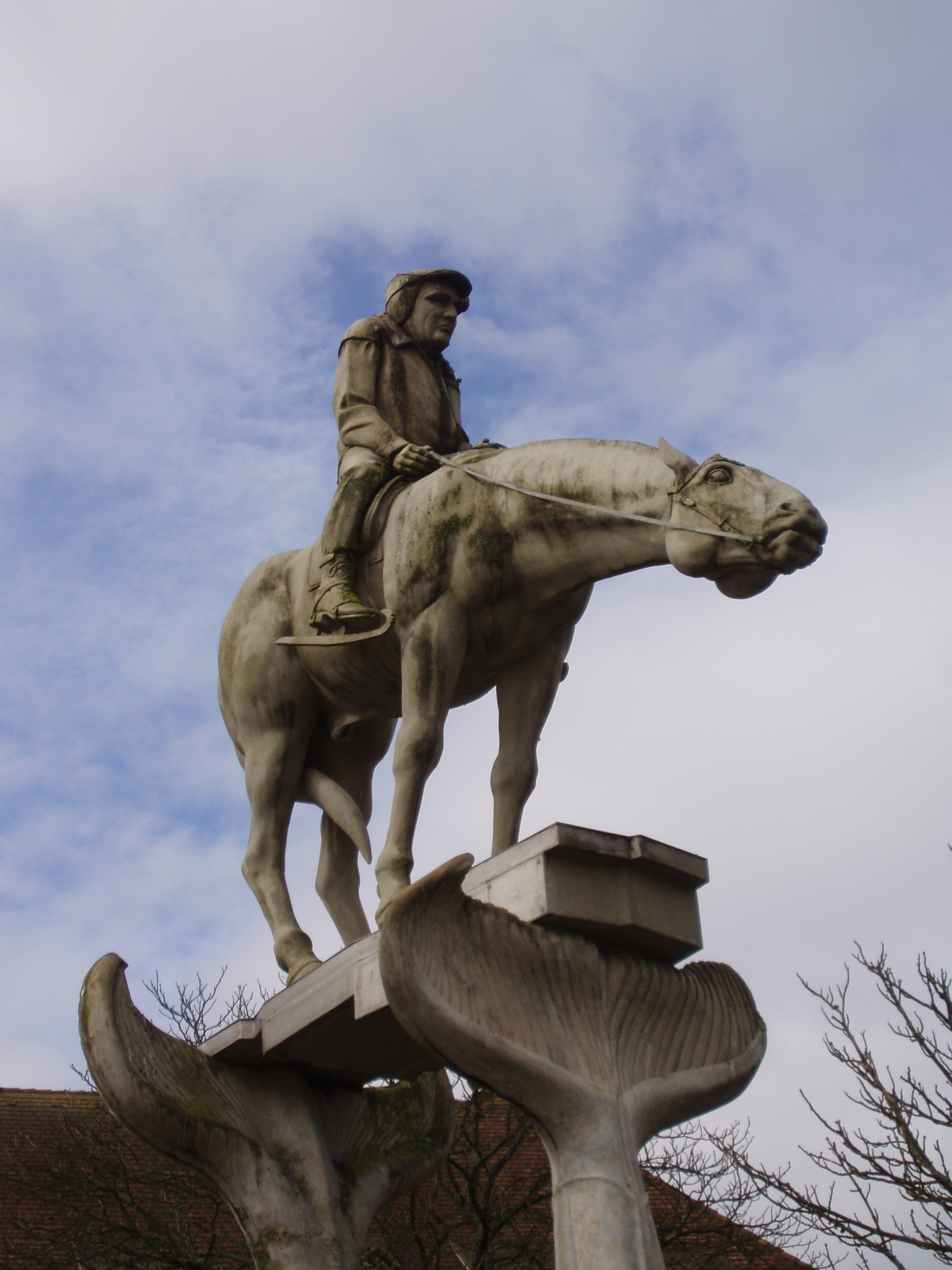
Martin Walser en cavalier du Lac de Constance. Fontaine de Peter Lenk à Überlingen.

- Peter Handke a publié en 1971 une pièce de théâtre sous le titre Chevauchée sur le lac de Constance, en référence à ce poème.
- Le recueil de poèmes d'Eugen Roth, publié en 1935 sous le titre Un homme, contient un poème Chevauchée pleine de dangers (Gefahrvoller Ritt) qui fait référence à la ballade de Gustav Schwab. Eugen Roth écrivit le poème en 1933. C'est une réflexion sur le futur politique incertain au début du Troisième Reich.
- Le cavalier Georg Stärr originaire de Fischbar par Friedrichshafen (le Cavalier du lac de Constance) prit la tête de la "procession de glace" en 1963, sur le lac de Constance gelé depuis Hagnau jusqu'à Münsterlingen, sur un cheval de race Haflinger.
- La ballade inspira le sculpteur Peter Lenk pour son œuvre Cavalier du lac de Constance à Überlingen, où on reconnaît l'écrivain Martin Walser à la place du cavalier.